# Franz Woepcke
Franz Woepcke (Dessau, 6 de maio de 1826 — Paris, 25 de março de 1864) foi um matemático e orientalista alemão.